# Juan de Herrera
Juan de Herrera (ur. w 1530 w Mobellán, zm. 15 stycznia 1597 w Madrycie) – hiszpański architekt, matematyk i geometryk okresu renesansu. 
Jego oszczędny i surowy styl architektoniczny stał się reprezentatywny dla okresu panowania króla Filipa II (1556-1598). Zapoczątkował szkołę nazywaną później jego nazwiskiem, która znacząco wpłynęła na późniejszą architekturę hiszpańską. Jego najważniejszym dziełem architektonicznym jest kompleks pałacowo-klasztorny Escorial, który ukończył w 1584 roku reorganizując oryginalny projekt Juana Bautisty de Toledo.
Dokończył budowę mostu Puente de Segovia.
Jako człowiek renesansu interesował się różnymi dziedzinami nauki. Jego Discurso sobre la figura cúbica dowodzi znajomości geometrii i matematyki. Brał także udział w kampaniach militarnych króla Karola I (w Niemczech, Włoszech i Flandrii).